# Plebejus anna
Espèce
Plebejus anna est une espèce nord-américaine d'insectes lépidoptères (papillons) de la famille des Lycaenidae et de la sous-famille des Polyommatinae.

## Systématique
L'espèce Plebejus anna a été décrite par l'entomologiste américain William Henry Edwards en 1861, sous le nom initial de Lycaena anna.
Synonymes : 
- Lycaena argyrotoxus Behr, 1867
- Lycaena philemon Boisduval, 1869
- Lycaena melissa Edwards, 1861 — protonyme
- Lycaeides melissa (Edwards, 1861)
- Rusticus melissa (Edwards, 1861)

Plebejus anna est proche de Plebejus idas et en est parfois considérée comme une sous-espèce.

### Sous-espèces
Plusieurs sous-espèces de Plebejus anna ont été décrites :
- Plebejus anna anna (Edwards, 1861) — Californie, Oregon.
- Plebejus anna lotis (Lintner, 1879) — Californie.
- Plebejus anna ricei Cross, 1937 — Oregon, Washington, Sud-Ouest de la Colombie-Britannique.
- Plebejus anna azureus (Emmel, Emmel & Mattoon, 1998) — Californie.
- Plebejus anna vancouverensis (Guppy & Shepard, 2001) — île de Vancouver.
- Plebejus anna benwarner Scott, 2006 — Californie, Oregon.

## Noms vernaculaires
Plebejus anna se nomme en anglais Anna's Blue.

## Description
L'imago de Plebejus anna est un petit papillon qui ressemble beaucoup à l'espèce voisine plus répandue, Plebejus idas.
Le dessus des ailes présente un fort dimorphisme sexuel : le mâle est bleu avec une fine bordure noire et une frange blanche, tandis que la femelle a le dessus brun orné d'une série incomplète de lunules submarginales orange.
Le revers des ailes a un fond gris, orné de séries de points noirs cerclés de blanc et d'une ligne submarginale de taches orange. Cependant, ces dessins du revers sont souvent moins marqués que chez Plebejus idas.

## Biologie
Les plantes-hôtes larvaires de Plebejus anna sont Lathyrus torreyi, Vicia exigua et Lupinus latifolius.

## Distribution
Plebejus anna est présente dans l'Ouest de Amérique du Nord sur une aire s'étendant de la Colombie-Britannique à la Californie, principalement dans les chaînes côtières du Pacifique et la Sierra Nevada,.